# Eliahu Inbal
Eliahu Inbal (Jeruzalem, 6 februari 1936) is een Israëlische dirigent die over de hele wereld actief is.
Inbal studeerde viool aan de Jerusalem Academy of Music and Dance en volgde compositielessen bij Paul Ben-Haim. Daar werd hij ontdekt door Leonard Bernstein die een studiebeurs voor hem verzorgde. Hij studeerde aan het Conservatorium van Parijs en volgde cursussen bij Sergiu Celibidache en Franco Ferrara in Hilversum. In Novara won hij de eerste prijs op de Guido Cantelli dirigeercompetitie van 1963.
Inbal werkte eerst veel in Italië, maar debuteerde in 1965 succesvol in Groot-Brittannië met de London Philharmonic. Hij werkte vervolgens met een aantal orkesten in heel Europa en in Amerika. Uiteindelijk werd hij Brits staatsburger.
Van 1974 tot 1990 was hij de voornaamste dirigent van het hr-Sinfonieorchester in Frankfurt. Als eerste nam hij met dit orkest de originele versies van verschillende symfonieën van Anton Bruckner op, waarvoor hij de Jahrespreis der deutschen Schallplatten-Kritik won. Hij heeft ook twee complete cycli opgenomen, elk van de symfonieën van Gustav Mahler en Dmitri Shostakovich. Van 1984 tot 1989 was hij chef-dirigent bij La Fenice in Venetië. In 2007 werd hij hier benoemd tot muziekdirecteur.
Van 2009 tot 2012 was Inbal chef-dirigent van de Tsjechische Philharmonic. Inbal was ook de belangrijkste dirigent van het Tokyo Metropolitan Symphony Orchestra van 2008 tot 2014 en is momenteel dirigent van het orkest.
Sinds augustus 2019 is hij voor drie jaar chef-dirigent van het Taipei Symphony Orchestra.

## Oeuvre
Eliahy Inbal heeft in zijn leven een breed scala aan werken uitgevoerd. Hij is vooral bekend om zijn interpretaties van laat-romantische muziek en staat bekend als een voortreffelijk operadirigent. Daarnaast heeft hij ook een aantal moderne werken gedirigeerd.